# Skalmierzyce (gromada)
Skalmierzyce – dawna gromada, czyli najmniejsza jednostka podziału terytorialnego Polskiej Rzeczypospolitej Ludowej w latach 1954–1972.
Gromady, z gromadzkimi radami narodowymi (GRN) jako organami władzy najniższego stopnia na wsi, funkcjonowały od reformy reorganizującej administrację wiejską przeprowadzonej jesienią 1954 do momentu ich zniesienia z dniem 1 stycznia 1973, tym samym wypierając organizację gminną w latach 1954–1972.
Gromadę Skalmierzyce z siedzibą GRN w Skalmierzycach utworzono – jako jedną z 8759 gromad na obszarze Polski – w powiecie ostrowskim w woj. poznańskim, na mocy uchwały nr 32/54 WRN w Poznaniu z dnia 5 października 1954. W skład jednostki weszły obszary dotychczasowych gromad Boczków, Gniazdów, Mączniki (bez osady Podkoce), Skalmierzyce, Śliwniki i Węgry ze zniesionej gminy Skalmierzyce Nowe w tymże powiecie. Dla gromady ustalono 27 członków gromadzkiej rady narodowej.
1 stycznia 1962 do gromady Skalmierzyce włączono obszar zniesionej gromady Gostyczyna oraz miejscowość Leziona ze znoszonej gromady Ołobok w tymże powiecie.
1 stycznia 1970 do gromady Skalmierzyce włączono 1,95 ha z miasta Nowe Skalmierzyce w tymże powiecie, natomiast 13,3832 ha (części wsi Skalmierzyce – 8,6477, i Mączniki – 4,7355 ha) z gromady Skalmierzyce włączono do miasta Nowe Skalmierzyce.
31 grudnia 1971 do gromady Skalmierzyce włączono miejscowości Droszew, Głuski, Kotowiecko, Miedzianów, Trkusów i Żakowice ze zniesionej gromady Kotowiecko w tymże powiecie.
Gromada przetrwała do końca 1972 roku, czyli do kolejnej reformy gminnej.
Skalmierzyce są obecnie siedzibą reaktywowanej w 1973 roku gminy Nowe Skalmierzyce; jest to jedyna wieś w Polsce będąca siedzibą gminy miejsko-wiejskiej (na obszarze gminy znajduje się miasto Nowe Skalmierzyce).